# 安海淑
安海淑（韓語：안해숙，1961年7月8日—），韩国退役女子乒乓球运动员。她曾经参加1981年世界乒乓球锦标赛，结果获得女子团体亚军和女子双打季军两枚奖牌。